# Entrevista con el vampiro
Entrevista con el vampiro o Confesiones de un vampiro (en el inglés original, Interview with the Vampire) es una novela fantástica escrita en 1973 por Anne Rice, pero que no fue publicada hasta 1976 por Alfred A. Knopf. El libro se centra en el tema de la inmortalidad, la pérdida, la sexualidad y el poder. Se convirtió rápidamente en un éxito de culto y tuvo gran influencia en la subcultura gótica. Fue seguida por varias secuelas, conocidas colectivamente como Crónicas Vampíricas.
En este libro, Rice comienza con una construcción íntegra de lo que son los vampiros para ella, dejando atrás viejos mitos como el ajo, la luz o la estaca, y narra una historia en la que rompe con el clásico mito del vampiro, antes protagonizado por Drácula y basado en las tradiciones europeas. En cambio, aquí se detalla a un vampiro humano que sufre, siente y le duele matar: pero lo que es más sorprendente, vuelve al vampiro ateo, dueño de nadie sino de sí mismo, lo que antes era satánico ahora no es de nadie.
El libro cuenta la historia de Louis de Pointe du Lac, quien no encontrando un propósito para su vida y se topa con un vampiro, Lestat de Lioncourt, quien lo transforma en uno de los suyos. Lestat y Louis se encaminan así en una historia que dura más de 100 años.

## Publicación y reacción de los críticos
Anne Rice es famosa por sus "Crónicas Vampíricas"; en ellas, el vampiro adquiere un papel protagónico, como víctima, al contrario de muchos autores que parten de la idea del vampiro como victimario, tal es el ejemplo de Carmilla o Drácula, por mencionar los más destacados. Otro punto que cabe rescatar en la literatura de Anne Rice es que sus personajes pasan toda su existencia en busca de su identidad dentro de la subcultura vampírica. En estos relatos, el sexo adquiere importancia en la trama de la narración, pues sus personajes son seres seductores, pasionales, románticos, muy bellos y con características nihilistas.[cita requerida]

## Trama
La historia comienza en San Francisco, Estados Unidos, en donde un vampiro llamado Louis cuenta su historia de 200 años de vida a un tembloroso y joven entrevistador. El vampiro es un ser ultra perceptivo; tiende a calmar a su interlocutor, intenta hacerlo sentir en confianza y promete no dañarlo. Comienza así su narración.
En 1791, Louis era el joven señor de una plantación al sur de Luisiana, América. Tras la muerte de su hermano menor, suceso del cual se culpa, decae emocionalmente y comienza a plantearse su existencia hasta el punto de pensar en el suicidio. Es en esos momentos cuando el vampiro Lestat se presenta junto a él. A pesar de que Louis se niega en un comienzo, pidiendo en cambio la muerte, Lestat logra convencer a Louis de participar del Rito Oscuro que lo habría de convertir en un ser inmortal, asexuado y que no se alimenta con nada más que de sangre.
Ambos vampiros viven un buen tiempo en la plantación. Lestat cuida de su padre y se alimenta de los esclavos de Louis, mientras que este último, teñido de una concepción cristiana sobre el Bien y el Mal y un marcado amor por el Hombre, prefiere obtener la sangre de pequeños animales como gallinas y ratas: Louis se encuentra demasiado atado a su moral mortal como para poder asesinar. En ese período Lestat enseña lo básico que un vampiro debe saber: pequeños consejos para la supervivencia contra el sol y el fuego —únicos elementos que podrían eliminarlo— desmintiendo absurdas creencias como que una estaca, una cruz o un puñado de ajos pudieran afectarlo.
Después de algún tiempo los esclavos de la plantación comienzan a sospechar de las muertes hasta el punto de practicar ritos espiritistas e iniciar una revuelta. Louis y Lestat se ven presionados a prender fuego a su propia plantación; deben, además, eliminar a todo el que pueda extender el rumor de que hay vampiros en Luisiana. Con el tiempo Louis cede ante la influencia de Lestat y comienza a alimentarse de humanos, adaptándose lentamente a su naturaleza de "asesino". Al mismo tiempo, sin embargo, comienza a sentir repulsión por la falta de compasión que demuestra Lestat hacia los humanos de los cuales hace presa. 
Una noche, durante una epidemia de peste, Louis se alimenta de una niña de cinco años, a quien encontró al lado del cadáver de su madre. Lestat lo descubre alimentándose de ella, por lo que Louis huye horrorizado ya que él jamás se alimentaba de humanos. Después Lestat lo lleva a un hospital donde hay muchos niños huérfanos y enfermos, ahí encuentran a la niña y ellos dicen ser parientes suyos, llevándosela a su piso donde Lestat le da la sangre vampírica transformándola en una niña vampiro, siendo así creada por Louis, que le quitó la sangre mortal, y Lestat, quien le dio la sangre vampírica. Lestat la llama Claudia, aunque no se sabe si ese era su verdadero nombre mortal. Más tarde, en el libro "Merrick", se revela el nombre de su madre.
Louis ha quedado horrorizado con la transformación de una niña tan pequeña, pero con el tiempo se enamora de ella y la cuida como hija y como amante. La niña se acostumbra rápidamente a matar, y dista de compartir los sentimientos éticos de Louis. Su vida humana, en efecto, fue demasiado corta y sus costumbres vampíricas predominan en su espíritu. Claudia aprende, lee, y madura asombrosamente, al mismo tiempo que comienza a odiar a Lestat por haberla convertido tan prematuramente; aunque su mente madure y su prestancia sea la de una sensual mujer, su cuerpo se mantendrá eternamente como el de una niña de cinco años.
Después de 65 años juntos, esta es la situación. Claudia odia y desea eliminar a Lestat mientras que Louis, si bien no se convence de querer deshacerse de su creador, considera que ha aprendido todo, y no considera que Lestat sea imprescindible. Claudia idea un plan para deshacerse de Lestat. Es así como, tras envenenarlo y acuchillarlo repetidas veces, Claudia y Louis se dirigen a un pantano cercano a deshacerse del inerte cuerpo de su "padre". Después de esto, Claudia y Louis caen en la cuenta de que son los únicos vampiros en América, situación por la cual deciden viajar a Europa para buscar a los vampiros del "Viejo Mundo". Antes de partir, sin embargo, Lestat reaparece y los ataca. Esta vez Louis prende fuego a la casa, propagándose por toda la ciudad y, huyendo a duras penas, dejan atrás a un Lestat furioso y siendo consumido por las llamas.
Al llegar a Europa, Louis y Claudia comienzan la búsqueda de su especie. Tras recorrer buena parte de Europa occidental encuentran finalmente a otros vampiros, pero para su decepción se trata solo de unos seres apenas pensantes; cadáveres animados, horribles y carentes de razón. Es solo cuando llegan a Francia, a París, cuando encuentran vampiros como ellos, específicamente a Armand, un vampiro de 400 años con el aspecto de un quinceañero que mantiene un aquelarre de vampiros reunidos en el Théâtre des Vampires. Este viejo teatro sirve a Armand y su aquelarre para ocultar su identidad, haciéndose pasar por simples actores que "interpretan" piezas de vampiros realizando dramas en los que a menudo es sacrificada una joven y hermosa muchacha o mancebo. Claudia encuentra repulsivos a estos vampiros y su intuición la lleva a tener un mal presentimiento. Louis, en cambio, rápidamente cae bajo el hechizo de Armand, sintiéndose cada vez más atraído.
Temiendo que Louis la deje por Armand, Claudia le exige que convierta en vampiro a Madeleine, una fabricante de muñecas parisina, para que reemplace a Louis como figura materna una vez este la abandone. Louis al principio se rehúsa, pero después de darse cuenta de la situación de Claudia, cede a sus peticiones y convierte a Madeleine en vampiro. El nuevo trío, Louis, Madeleine y Claudia, viven juntos por un corto pero apacible tiempo, hasta que una noche son secuestrados por el Théâtre des Vampires. 
Lestat ha reaparecido tras el incendio de Nueva Orleans y después de que Armand se enterase de lo ocurrido ha decidido castigar, según el código de los vampiros en el que él cree, a los culpables. Louis termina encerrado en un ataúd bajo cemento, mientras que Claudia, por ser la causante material del vampiricidio, es condenada a una celda sin techo, en donde, al llegar el alba, es consumida junto a Madeleine por el sol. Louis en cambio, es liberado por Armand, y, tras encontrar las cenizas de Claudia, toma una decisión implacable de eliminar a los vampiros. 
Minutos antes del amanecer (Louis es un vampiro "madrugador"), se dirige en un carruaje con un ataúd y un cochero pagado para no hacer preguntas, incendia el teatro entero, huye con los primeros rayos del sol, y alcanza a meterse en el ataúd antes de ser quemado. Louis ha matado a todos los vampiros que "ajusticiaron" a Claudia, la ha vengado fríamente.
Tras este acontecimiento Louis y Armand viajan juntos a través de Europa por varios años, pero Louis nunca se recupera totalmente de la muerte de Claudia y, eventualmente, él y Armand se alejan y sigue cada cual su camino. Cansado del Viejo Mundo, Louis regresa a América y Nueva Orleans a principios del siglo XX, en donde vivirá sólo, alimentándose de cualquier humano que se cruce en su camino, viviendo en las sombras y sin crear ningún compañero.
Lo último que Louis cuenta al entrevistador es su último encuentro con Lestat en Nueva Orleans. Lo ha visto devastado, rayando en la demencia y el más completo nihilismo. Sin merecerle siquiera la pena, Louis lo abandona sin que este logre más que balbucear palabras y emitir unos patéticos llantos. Poco después narra cómo se aleja de Armand, diciéndole que no necesita absolutamente nada de este y que lo único que le dejó la inmortalidad fue dolor y sufrimiento. Louis recuerda a Claudia, pero lo ve todo como un sueño. Finalmente, ante la frialdad y desinterés de Louis hacia Armand, este decide irse para siempre. Es así como termina la narración del vampiro Louis, una historia de 200 años conviviendo con la inmortalidad, el dolor y el sufrimiento que supuso debatirse entre el bien y la muerte. El entrevistador, sin embargo, viendo solo los increíbles poderes de un vampiro, le pide ser convertido en uno. Louis se molesta un tanto con el chico, lo ataca y, aunque desangrado, lo deja con vida para desaparecer después sin dejar rastro. 
Al despertar del ataque, el entrevistador recuerda las pistas que lo pudieran llevar a la casa de Lestat y se dirige en su búsqueda.

## Adaptaciones
- Entrevista con el vampiro (1994), película dirigida por Neil Jordan
- Entrevista con el vampiro (2022), serie creada por Rolin Jones